# Sankt Michael im Burgenland
Sankt Michael im Burgenland, St. Michael im Burgenland (węg. Pusztaszentmihály, burg.-chorw. Sveti Mihalj) – gmina targowa w Austrii, w kraju związkowym Burgenland, w powiecie Güssing. Liczy 1 002 mieszkańców (1 stycznia 2014).